# Roewe 750
La Roewe 750 est une automobile produite par le constructeur chinois Roewe.
C'est le premier modèle présenté par SAIC à la fin de 2007 portant le sigle Roewe.
Elle reprend la base de la Rover 75 conçue par Rover pendant la période où il faisait partie de BMW. Les Roewe 750 sont produites par SAIC Roewe en République populaire de Chine.
Lancée en octobre 2006 la Roewe 750 (nom de code SAC528 durant le développement) 750 est basée sur un empattement étiré par 103 mm par rapport à la Rover 75.
Le groupe motopropulseur est un bloc à essence V6 2,5 litres basé sur le Rover KV6 et la boîte de vitesses est une automatique à 5 rapports.
Roewe affirme que 85 % de la voiture est améliorée. Plus tard, un moteur essence 1.8 turbo basé sur le moteur Rover K-series, offrant environ 150 ch a été introduit.
La version de base de la Roewe 750 était au prix de 210 000 yuans (l'équivalent de 21 000 €, 29 000 $ ou 14 500 £) en janvier 2008.
Trois motorisations sont disponibles : 750E 1.8 l VVt, 750D 1.8 turbo (jantes de 16"), et le 750i V6 2.5 avec des roues de 17".
La 750i upper-fin ajoute le GPS et télévision/DVD comme équipement de série.
Les prix varient de 181 800 à 268 800 yuans.
En 2008, les Roewe 750 sont lancées au Pérou et au Chili.